# Каєтанка
Каєтанка (пол. Kajetanka) — село в Польщі, у гміні Янів Підляський Більського повіту Люблінського воєводства.
Населення — 46 осіб (2011).
У 1975-1998 роках село належало до Білопідляського воєводства.

## Демографія
Демографічна структура станом на 31 березня 2011 року:
|          | Загалом | Допрацездатний вік | Працездатний вік | Постпрацездатний вік |
| -------- | ------- | ------------------ | ---------------- | -------------------- |
| Чоловіки | 17      | 2                  | 12               | 3                    |
| Жінки    | 29      | 6                  | 12               | 11                   |
| Разом    | 46      | 8                  | 24               | 14                   |